# Pidhaiciîkî, Terebovlea
Pidhaiciîkî (în ucraineană Підгайчики) este localitatea de reședință a comunei Pidhaiciîkî din raionul Terebovlea, regiunea Ternopil, Ucraina.

## Demografie
Componența lingvistică a localității Pidhaiciîkî
     Ucraineană (99,47%)
     Alte limbi (0,53%)
Conform recensământului din 2001, majoritatea populației localității Pidhaiciîkî era vorbitoare de ucraineană (99,47%), existând în minoritate și vorbitori de alte limbi.